# Traktat o naturze ludzkiej

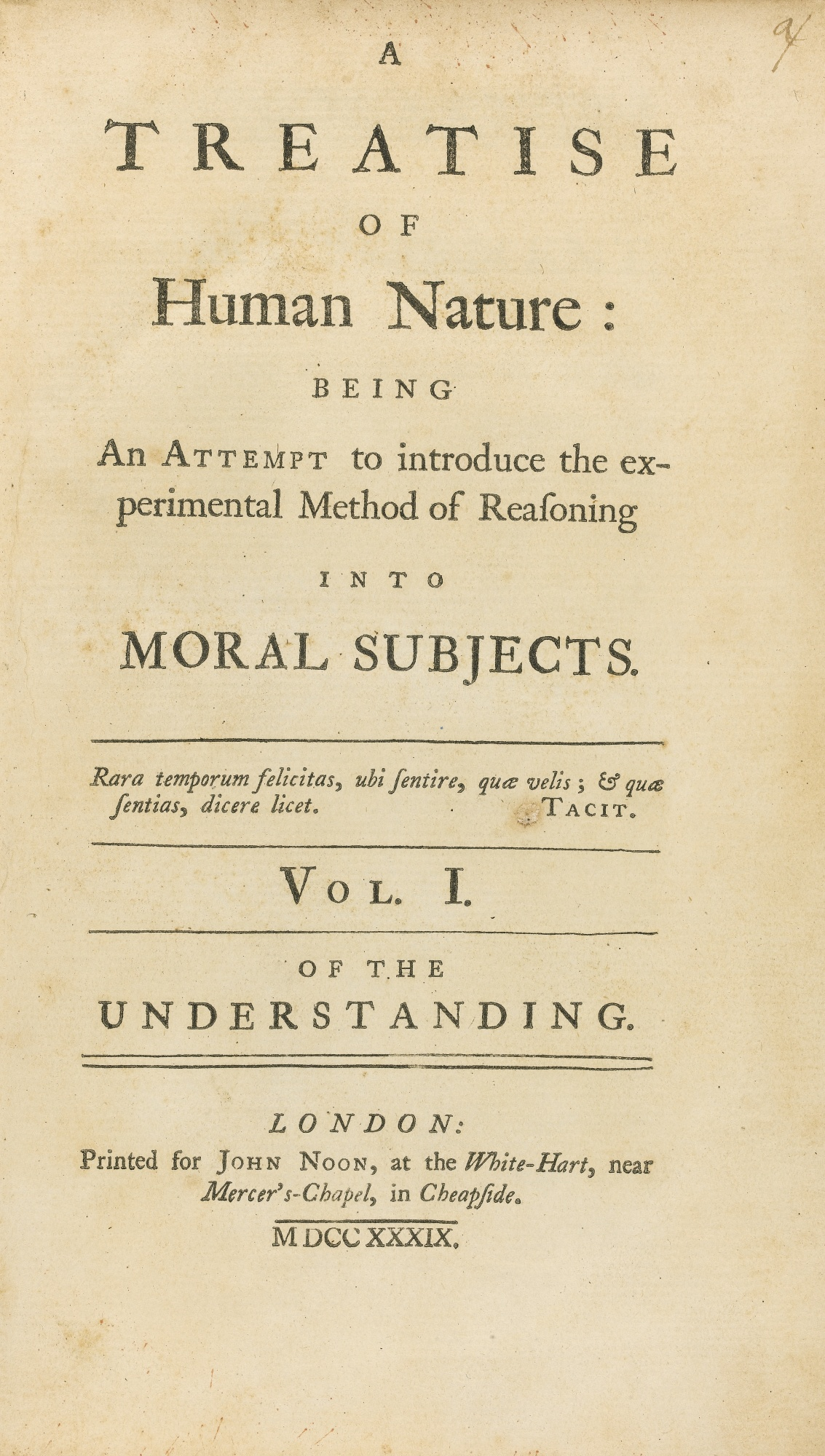
"Traktat o naturze ludzkiej" - strona tytułowa

Traktat o naturze ludzkiej (ang. Treatise of Human Nature, being an Attempt to introduce the Experimental method of Reasoning into Moral Subjects) jest fundamentalnym dziełem filozoficznym Davida Hume'a, opublikowanym w latach 1739 (część I-II) i 1740 (część III). 
Hume napisał to dzieło podczas swojego pobytu we Francji i ukończył je mając zaledwie 30 lat. Z jego publikacją wiązał wiele nadziei: spodziewał się sławy, uznania w środowisku filozoficznym i posady uniwersyteckiej. 
Książka spotkała się jednak z chłodnym przyjęciem, a  Hume (by rozbudzić zainteresowanie) napisał  nawet recenzję swojej książki podpisując ją fałszywym nazwiskiem, co jednak nie zmieniło sytuacji.
Sławę i niezależność finansowa przyniosła mu dopiero publikacja monumentalnej Historii Anglii oraz licznych esejów na tematy historyczne, ekonomiczne i kulturalne.
Istnieją dwie podstawowe tendencje w interpretacji znaczenia Traktatu, starsza, związana z jego interpretacją przez XIX wieczną filozofię akademicką, docenia rozmach tego dzieła i jego zdolność do zainspirowania wielu szkół filozoficznych. Uważa jednak, że Traktat jest pracą młodzieńczo niedojrzałą, emocjonalną, a nawet niespójną, o charakterze krytycznym i „niszczycielskim”, niezwiązaną zasadniczo z późniejszym, dojrzałym i pozytywnym piśmiennictwem Hume’a (Historią Anglii, eseistyką i dwoma Badaniami). Stanowisko to niekiedy bywa łagodzone uwagą, że prawdopodobnie Traktat został przed publikacją przez samego autora ocenzurowany i usunięto z niego te fragmenty, które miały stanowić podstawę wyrazistego, spójnego a także naturalistycznego modelu ludzkiej natury.
W drugiej, późniejszej tendencji dominuje twierdzenie, że Traktat jest dziełem spójnym, przedstawiającym systematycznie wyłożoną koncepcję natury ludzkiej, i jako taki jest fundamentem późniejszej twórczości Hume’a stanowiącym klucz dla jej zrozumienia.
Hume w Traktacie prezentuje swoje filozoficzne i psychologiczne poglądy w sposób systematyczny. Za wzorem Hobbesa stosuje skonstruowaną z inspiracji Galileusza i Kartezjusza „metodę geometryczną” polegająca na przechodzeniu przy pomocy wnioskowania logicznego od kwestii prostych do bardziej złożonych. 
W tym wypadku jego refleksja przechodzi od szczegółowych problemów psychiki jednostki do spraw ogólnych: ludzkiej wiedzy i jej ograniczeń. Następnie omówione są problemy moralności i etyki by wreszcie przejść do  najważniejszych zjawisk kulturowych: religii i państwa. 
Hume wyjaśnia najpierw to, jak budowa ciała warunkuje ludzkie postrzeganie rzeczywistości, następnie wskazuje na zależność między postrzeganiem rzeczywistości przez człowieka a jego działaniami (na tym polega empiryzm Traktatu). Później Hume ukazuje społeczeństwo jako efekt ludzkich działań, by wreszcie omówić państwo i religię jako najpoważniejsze czynniki scalające społeczeństwa. 
Konsekwencja w przechodzeniu od problemów prostych do złożonych wskazuje na to, że Traktat jest dziełem spójnym, a autocenzura nie zniekształciła dzieła w znaczącym stopniu.